# Diane (personaje de Nanatsu no Taizai)
Diane (ディアンヌ, Diannu ?, en Hispanoamérica Diana) es un personaje ficticio y es una de las principales protagonistas del manga y anime Nanatsu no Taizai creado por Nakaba Suzuki. Es una integrante de los Siete Pecados Capitales, representada por el pecado de la Envidia y además porta la marca de la Serpiente. Su tesoro sagrado es el Martillo de guerra Gideon.